# Operazione Pierce Arrow
L'operazione Pierce Arrow è stata una campagna di bombardamenti aerei all'inizio della guerra del Vietnam.

## Obiettivi e svolgimento
In risposta all'incidente del golfo del Tonchino, dove due cacciatorpediniere statunitensi, la USS Maddox e la USS  Turner Joy della Marina militare degli Stati Uniti d'America, furono attaccate da navigli del Vietnam del Nord subendo lievi danni mentre stavano compiendo operazioni di spionaggio elettronico nelle acque internazionali del golfo del Tonchino, il presidente Lyndon B. Johnson ordinò l'operazione Pierce Arrow, che si concluse il 5 agosto 1964.

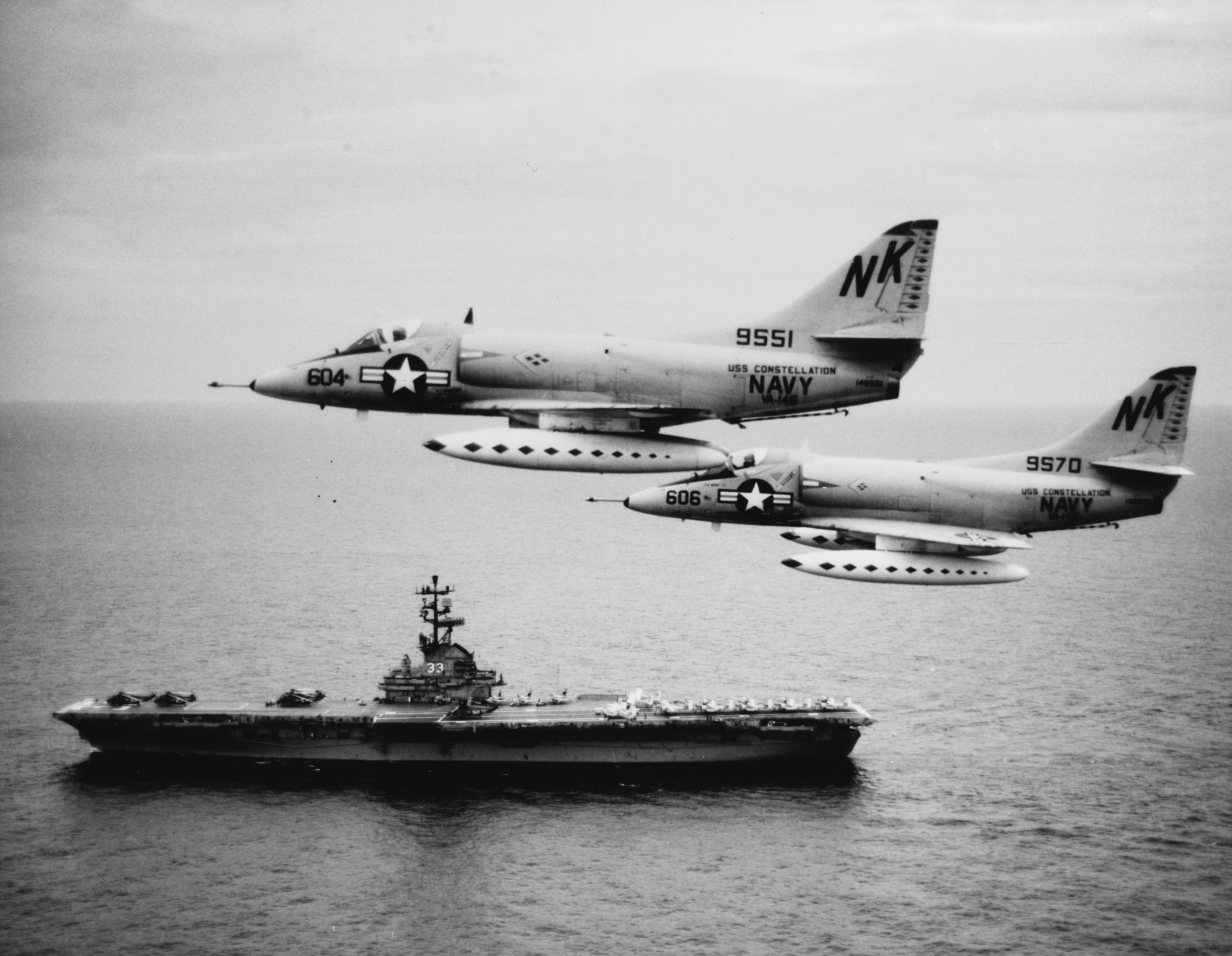
VA-146 A-4Cs dalla portaerei USS Constellation una settimana dopo l'operazione Pierce Arrow.

L'operazione consisteva in 64 attacchi aerei di velivoli decollati dalle portaerei USS Ticonderoga e USS Constellation contro le basi di torpediniere nordvietnamite di Hon Gai, Loc Chao, Quang Khe e Phuc Loi e contro i depositi di carburante di Vinh.
Gli Stati Uniti persero due aerei a causa del fuoco della contraerea vietnamita: uno Skyrider 
e uno Skyhawk; il tenente pilota dello Skyrider, Richard Sather, morì mentre quello dello Skyhawk, il sottotenente pilota Everett Alvarez  si salvò ma cadde prigioniero dei nordvietnamiti e scontò nel Vietnam del Nord una prigionia durata otto anni.
I piloti ritennero che i raid avessero distrutto il 10% delle intere scorte petrolifere del Vietnam del Nord e distrutte o danneggiate 29 tra torpediniere della classe P4 e navi cannoniere.

## Conseguenze
Questo fu l'inizio delle operazioni aeree sul Vietnam del Nord e nel Sud-est asiatico, nel tentativo di distruggere infrastrutture, materiale bellico e unità militari destinate a sostenere la guerriglia nel sud.
Le operazioni aeree che seguirono la Pierce Arrow si sarebbero sviluppate nel corso della guerra in misura tale, che la campagna di bombardamenti fu la più lunga e più pesante in tutta la storia degli Stati Uniti. Le 7 662 000 di tonnellate di bombe gettate nel sud est asiatico durante la guerra del Vietnam furono quasi il quadruplo delle 2 150 000 tonnellate lanciate dagli Stati Uniti durante la seconda guerra mondiale.